# تشال باغ (مقاطعة تشرام)
تشال باغ (بالفارسية: چال باغ) هي قرية تقع في قسم بشتة ذيلايي الريفي (مقاطعة تشرام) في إيران. يقدر عدد سكانها بـ 132 نسمة بحسب إحصاء 2016.